# Mammillaria microhelia
Mammillaria microhelia ist eine Pflanzenart aus der Gattung Mammillaria in der Familie der Kakteengewächse (Cactaceae). Das Artepitheton  microhelia  bedeutet ‚kleinsonnig, mit kleinen Sonnen‘.

## Beschreibung
Mammillaria microhelia wächst meist gruppenbildend mit zylindrischen mittelgrünen Trieben von bis 15 Zentimeter und mehr Wuchshöhe und Durchmessern von 3 bis 5 Zentimetern. Die stumpfen konischen Warzen sind gekielt und an der Spitze gerundet. Sie enthalten keinen Milchsaft. Die anfangs leicht bewollten Axillen verkahlen später. Die 1 bis 8, gelegentlich bis 8 Mitteldornen, die auch fehlen können, sind kräftig, nadelig, gerade oder gebogen, rötlich braun bis gelblich braun und bis 11 Millimeter lang. Die 30 bis 50 ausstrahlenden Randdornen sind weiß bis gelblich, gerade oder leicht zurückgebogen und 4 bis 6 Millimeter lang.
Die weißlich cremefarbenen bis etwas rosaroten bis purpurnen Blüten sind bis 1,5 Zentimeter lang und erreichen ebensolche Durchmesser. Die weißen, hellgrünen oder hellrosafarbenen Früchte enthalten braune Samen.

## Verbreitung, Systematik und Gefährdung
Mammillaria microhelia ist im mexikanischen Bundesstaat Querétaro verbreitet.
Die Erstbeschreibung erfolgte 1930 durch Erich Werdermann. Nomenklatorische Synonyme sind Leptocladia microhelia (Werderm.) Buxb. (1951), Leptocladodia microhelia (Werderm.) Buxb. (1960), Neomammillaria microhelia (Werderm.) Y.Itô (1981) und Krainzia microhelia (Werderm.) Doweld (2000).
Mammillaria microhelia wurde in der Roten Liste gefährdeter Arten der IUCN von 2002 als „Vulnerable (VU)“, d. h. gefährdet, eingestuft. Im Jahr 2013 wird die Art als „Endangered (EN)“, d. h. stark gefährdet geführt.

## Nachweise